# Carl Wilhelm Oseen
Carl Wilhelm Oseen, (Lund, Suecia, 17 de abril de 1879 – Estocolmo, 7 de noviembre de 1944), fue un matemático y físico teórico sueco.

## Biografía
Oseen estudió desde 1896 en la Universidad de Lund, donde en 1900 se convirtió en licenciado en filosofía, en 1903 en doctor en filosofía, y en 1902 en profesor adjunto de matemáticas. Ocupó el cargo de profesor suplente de matemáticas entre 1904 y 1906, y entre 1907 y 1910. Fue profesor de mecánica y física matemática en la Universidad de Uppsala de 1909 a 1933. A partir de 1933, fue director del Instituto Nobel de la Academia de Ciencias. Desde 1907 fue miembro de la Sociedad Fisiográfica de Lund, desde 1910 de la Sociedad Científica de Uppsala, desde 1920 de la Sociedad de Ciencias y Letras de Gotemburgo, desde 1921 de la Academia de Ciencias y desde 1934 de la Academia de Ingenieros.
En 1922, Oseen fue elegido para el Comité Nobel de Física de la Academia de Ciencias, que previamente no había tenido un físico teórico. Propuso que Albert Einstein recibiera el Premio Nobel de Física en 1921 por su trabajo sobre el efecto fotoeléctrico (el premio de 1921 se entregó en la ceremonia del 10 de diciembre de 1922).
Oseen fue un investigador y autor prolífico, también en divulgación científica. Renovó la hidrodinámica, entre otras cosas, a través de la "teoría asintótica" que tuvo en cuenta la fricción interna de los líquidos. Sus teorías fueron desarrolladas por, entre otros, Nils Zeilon y Hilding Faxén. Oseen también sentó las bases para la teoría de elasticidad de cristales líquidos y, junto con Horace Lamb, dio nombre a los vórtices de Lamb-Oseen.
Después del artículo de 1918 en "Vetenskapen och livet" (La Ciencia y la Vida), el interesado en la física, el secretario de la corte Sten Lothigius, inició una correspondencia con C.W. Oseen, lo que resultó en la fundación del Svenska Fysikersamfundet (Sociedad de Físicos Suecos) el 16 de octubre de 1920. Oseen fue elegido presidente y Lothigius se convirtió en tesorero. Se comenzó a publicar la revista Kosmos. Sin embargo, sus opiniones sobre la teoría de la relatividad de Einstein los llevaron a tener diferencias. El aficionado Lothigius no gustaba de la teoría abstracta de la relatividad y no dudó en recurrir a ataques antisemitas para desacreditar a Einstein.
Oseen está enterrado en el antiguo cementerio de Uppsala.

## Escritos
- "Bidrag till teorien för vågrörelse i strömmar" (1901)
- "Om ett fall af hvirfvelrörelse i en vätska" (1902)
- "Om Dirichlets problem vid värmeledningsekvationen" (1907)
- "Frågan om viljans frihet betraktad från naturvetenskaplig synpunkt" (1909)
- "Tid, rum och materia" (1909)
- "Zur Theorie des Flüssigkeitswiderstandes" (1914)
- "Über die Möglichkeit ungedämpfter Schwingungen nach der Maxwell-Lorentzschen Theorie und über die Plancksche Strahlungstheorie" (1914)
- "Das Bohrsche Atommodell und die Maxwellschen Gleichungen" (1915)
- "Zur Kritik der Elektronentheorie der Metalle" (1916)
- "Sur la représentation analytique de la vitesse dans certains problèmes d'hydrodynamique" (1917)
- "Sambandet mellan ljus och elektricitet" en Vetenskapen och livet (1918)
- "Atomiska föreställningar i nutidens fysik: Tid, rum och materia: Femton föreläsningar" (1919), presentación divulgativa.
- Reseña literaria de H.A. Kramers en el Matematisk Tidsskrift danés (1920)
- "Omkring relativitetsteorien" en Kosmos (1921)
- Edvard Westin publicó en respuesta "Några anmärkningar beträffande C. W. Oseens avhandling 'Omkring relativitetsteorien'" (1922)
- "Den fotoelektriska effekten" en Kosmos (1921)
- "Versuch einer kinetischen Theorie der kristallinischen Flüssigkeiten" (3 partes, 1921-1923)
- "Die Einsteinsche Nadelstichstrahlung und die Maxwellschen Gleichungen" (1922)
- "Albert Victor Bäcklund: Minnesteckning" (1924)
- "Samuel Klingenstiernas levnad och verk: biografisk skildring" (1925)
- "Über eine mögliche Erklärung der von Ingersoll entdeckten unmagnetischen Nickelschichten" (1925)
- "Über eine potentialtheoretische Randwertaufgabe aus der Hydrodynamik" (1926)
- "Neuere Methoden und Ergebnisse in der Hydrodynamik" (1927)
- "Die anisotropen Flüssigkeiten: Tatsachen und Theorien" (1929)
- "Das hydrodynamische Randwertproblem" (1930)
- (Editor, junto con Waloddi Weibull) "Verhandlungen des 3. Internationalen Kongresses für technische Mechanik / Proceedings of the 3rd International Congress for Applied Mechanics" (1931)
- "Probleme für die Theorie der anisotropen Flüssigkeiten" (1931)
- "Das Fundamentalintegral des wellenmechanischen Keplerproblems" (1931)
- "Fysikens rumskonstruktion" (1932)
- "Über Beziehungen zwischen Potentialtheorie und Liniengeometri" (1934)
- "Om den nya atomfysiken" (1934)
- "Platons idélära och matematiken" (1935), conferencia en la clausura de la presidencia, pronunciada el 10 de abril de 1935.
- "Allvar Gullstrand: Minnesteckning" (1935)
- "Une méthode nouvelle de l'optique géométrique" (1936)
- "Johan Carl Wilcke: experimentalfysiker" (1939)
- "Isaac Newton" (1939)
- "Torbern Bergman och Carl Wilhelm Scheele" (1940)
- "Carl Wilhelm Scheele, Manuskript: 1756-1777" (1942), editado por C.W. Oseen.